# Team Rocket
Team Rocket (Japans: ロケット団) is een criminele organisatie binnen de Pokémon-franchise. De naam kan verwijzen naar de organisatie als geheel, of naar drie stuntelende leden in het bijzonder: Jessie (ムサシ Musashi), James (コジロウ Kojirō) en Meowth (ニャース Nyāsu). Dit trio achtervolgt Ash Ketchum met het doel zijn Pikachu te stelen.
Team Rocket wordt geleid door Giovanni (サカキ Sakaki). Andere bekende leden zijn Butch (コサブロウ Kosaburō) en Cassidy (ヤマト Yamato) – een verwijzing naar Butch Cassidy.